# غلوريا بلاكويل
غلوريا بلاكويل (بالإنجليزية: Gloria Blackwell)‏ هي مدافعة عن الحقوق المدنية أمريكية، ولدت في 11 مارس 1927 في مقاطعة ديلون في الولايات المتحدة، وتوفيت في 7 ديسمبر 2010.